# Csereyné-kódex
A Csereyné-kódex egy 16. századi kéziratos énekeskönyv volt, mely 73 levél terjedelemben vallásos és históriás énekeket tartalmazott, nagyrészt Balázs deák leírásában 1565-ből. Érdekessége, hogy itt maradt fenn Tinódi Lantos Sebestyén egyik ifjúkori műve: Jason király históriája. Az alkotás özvegy Cserey Jánosnéról nyerte a nevét, aki a sepsiszentgyörgyi Székely Múzeumnak adományozta a kódexet. A verses szövegeinek egy része jelent meg a R. M. K. T. köteteiben. A kódex egy 1945-ös bombatámadás során megsemmisült.